# Верещакское сельское поселение
Верещакское сельское поселение — упразднённое муниципальное образование в северо-западной части Новозыбковского района Брянской области. Административный центр — село Верещаки.
Образовано в результате проведения муниципальной реформы в 2005 году, путём слияния Верещакского и части Катичского сельсоветов.
10 июня 2019 года вместе с другими сельскими поселениями Новозыбковского муниципального района было упразднено и объединено с городским округом г. Новозыбкова в новое единое муниципальное образование Новозыбковский городской округ.

## Население
| 2010  | 2011  | 2012  | 2013  | 2014  | 2015  | 2016  |
| ----- | ----- | ----- | ----- | ----- | ----- | ----- |
| 1497  | ↘1494 | ↘1464 | ↘1385 | ↗1396 | ↘1327 | ↘1289 |
| 2017  | 2018  | 2019  |       |       |       |       |
| ↘1236 | ↘1208 | ↘1189 |       |       |       |       |

## Населённые пункты
- село Верещаки
- село Вихолка
- посёлок Грозный
- село Катичи
- посёлок Мохоновка
- деревня Несвоевка
- посёлок Новые Катичи
- посёлок Триголов